# Enrique Ariel Ponce
Enrique Ariel Ponce (San Luis, 14 de noviembre de 1962) es un ingeniero, abogado y político argentino, fue Intendente de la Ciudad de San Luis.
El doctor Enrique Ponce asumió como Intendente Municipal de San Luis el 10 de diciembre de 2011, tras haber triunfado en las elecciones del 23 de octubre de 2011.
El acto de asunción fue minutos después de las 12 del mediodía, en el Concejo Deliberante de la capital puntana. Luego, el flamante mandatario se dirigió a la Municipalidad para tomar posesión del cargo y tomar juramento a los funcionarios que lo acompañaron en su gestión.
Antes que asumiera el Intendente, los concejales habían decidido sus autoridades para el próximo año legislativo. Como presidenta del legislativo fue elegida Zulema Rodríguez Saá (PJ), el vice 1º será Alejandro Quiroga (MID) y como vice 2º Roberto González Espíndola (Frente para la Victoria).
De esta manera, ante cada ausencia de Ponce, la intendencia quedaba a cargo de su oposición en el legislativo, PJ PUL MID, que cuenta con la mayoría en el cuerpo.
En las elecciones municipales de noviembre de 2015 fue reelecto con el 48,81 % frente al 35,23 % de su contrincante Gastón Hissa representante del PJ Provincial y relegando al 3º lugar con el 9,69% de los votos al representante de  Cambiemos.Con el resultado de esta elección, el FPV logró también el ingreso de 4 concejales más al legislativo local, el cual hasta el momento se encontraba controlado por mayoría opositora.